# Новая Лука
 Новая Лука — деревня в Угранском районе Смоленской области России. Входит в Знаменское сельское поселение.

## География
Расположена на правом берегу реки Угры в восточной части области, в 40 км к северо-востоку от райцентра — села Угры — и в 20 км к востоку от села Знаменка.

## История
Деревня Новая Лука образована и наименована Распоряжением Правительства Российской Федерации от 1 сентября 2022 года.
Необходимость образования этой деревни вызвана тем, что она здесь ранее уже существовала начиная с XIX века, о чём есть упоминание в справочниках «Список населенных мест Смоленской губернии» за 1868 и 1914 годы. Правовых актов по упразднению деревни Новая Лука органами местного самоуправления обнаружено не было.